# Bokoesam
Samuel Sekyere alias Bokoesam né le 17 novembre 1992 à Amsterdam aux Pays-Bas, est un rappeur néerlandais d'origine ghanéenne.

## Discographie

### Albums studio
- 2017 : Solo

### Mixtapes
- 2014 : Nog Nooit Meegemaakt
- 2016 : Een Beetje Voor Jezelf
- 2016 : Bokoeyoncé

### Singles
- 2015 : Investeren in de liefde feat. SFB, Ronnie Flex et Lil' Kleine
- 2015 : Hoog/Laag feat. Ronnie Flex, Idaly, Lil' Kleine et Jonna Fraser
- 2015 : No Go Zone feat. Jandro, Idaly, Lil' Kleine, Def Major et Ronnie Flex
- 2015 : Dom dom dom feat. Lil' Kleine et Cartiez
- 2016 : Jij & Ik feat. Idaly
- 2016 : Djembé feat. Jonna Fraser & Lijpe
- 2017 : Solo
- 2017 : BBB feat. Jonna Fraser
- 2022 : Harder Dan Ik Hebben Kan feat ADF Samski